# 山本進悟
山本進悟（1974年7月29日—），日本東京都人，身高171公分，體重67公斤。現為健身房老闆。他是日本的體能競賽明星，名列TBS電視台所製作的極限體能王SASUKE節目的極限體能王全明星中的一員，也是目前唯一的全勤者。

## 人物
第1回初登場時只是加油站的打工人員，隨著在極限體能王中不斷的挑戰，他也逐漸升遷成為正式員工、站長、地區經理和課長，2012年10月因個人因素辭去加油站的職務，由現職轉為無職，之後為汽車廠維修員，及加油站的地區經理，2015年5月再度辭職，現為健身房老闆。
他在自己的家裡製作了一些極限體能王的關卡，因此戲稱自己家為「極限體能王御殿」。
第28回大會在第一舞台失敗後曾宣布引退，不過在第29回大會前撤銷引退宣言，維持全勤，並成功通過預選，此大會也成功闖過第一舞台。

## 特徵
每次出場時都會穿戴著在加油站上班時穿戴的深藍色鴨舌帽及藍色的Polo衫（第8回起改成酒紅色），比賽最大的特點是，鴨舌帽經常在挑戰第一舞台的滾圓木時會掉入水中，隨後往往會過關，播報員也曾說：「帽子掉了是個好兆頭。」現在則是穿戴著自己經營的健身房的黑色鴨舌帽及橘色Polo衫出場。
有兩度闖進最終舞台的經驗（第3、7回），第5回時為唯一一位闖進第三舞台的選手。第13回起成為極限體能王唯一的全勤獎。
早期的特色是在春天都有好表現，但是在秋天總是會失常，不過在第12回大會時突破了這個魔咒。
闖入第二舞台的次數達17次、第三舞台的次數則有11次，是全明星之中第二高，也是目前第二、三舞台闖入次數第二多的紀錄保持人（第一為竹田敏浩）。
他有經常性左肩脫臼和腰痛等毛病，在渾身傷痛的狀況下持續挑戰極限體能王。第5回即有此現象失敗於第三舞台，在第7回挑戰最終舞台時亦因脫臼而無法繼續挑戰。
節目中依其個人所說，於第8回大會挑戰後接受肩膀手術。然則雖未曾正式提及，但手術後遺症顯然對山本的體能有所影響。其之後再也未能闖入第三舞台最後半，並在闖關時常有突然的瞬間平衡失衡與耐力下降的情況。肩膀亦未完全治癒，23回時再次脫臼而無法進行挑戰。因此在全明星中年紀相對雖不算大，但仍錯過了體能的全盛時期。
第40回大會，相隔10回終於再度闖進第二舞台，也成功突破曾失敗兩次的逆流水道到達逆向輸送帶，除了創下第一舞台48歲史上最高齡過關紀錄，也是極限體能王中，唯一挑戰過第二舞台所有型態版本的鯉魚躍龍門，而且從未失敗過皆全部破關者。

## 歷屆SASUKE大會參賽成績
粗體和★代表最優秀成績者，（ ）內的數字代表當大會的背號。
例：（1-1）前面的數字代表舞臺，後面的數字代表關卡數。○內的符號代表當大會的名次
- 第1回大會  （7）　    2-11 五連鎚（過關後失去平衡摔出跑道）⑨
- 第2回大會  （20）　  3-17 地獄滑桿（在第二段落水）③
- 第3回大會  （13）　  Final-18 攀繩（時間到，剩約3公尺）★ ②
- 第4回大會  （98）　  1-03 搖晃的橋（首度在第一舞台出局）
- 第5回大會  （98）　  3-17 地獄滑桿（跳躍失敗）★ ①
- 第6回大會  （96）　  1-02 滾圓木（圓木轉得太快而落水）
- 第7回大會  （97）　  Final-18 蜘蛛攀爬（剛開始5秒後左肩脫臼復發而落下）★ ①
- 第8回大會  （98）　  1-07 攀繩（時間到）
- 第9回大會  （98）　  3-13 鋼骨骰子（著陸失敗）④
- 第10回大會 （998）  1-07 攀繩（時間到）
- 第11回大會 （98）　 3-16 巔峰戰士（2→3段）③
- 第12回大會 （96）　 3-16 巔峰戰士（1→2段）⑦
- 第13回大會 （76）　 2-12 芝麻開門（被第三道門夾到腳來不及按按鈕而在終點前時間到）⑥
- 第14回大會 （98）　 3-18 窗簾絕壁 （過了約八分之七） ⑥
- 第15回大會 （95）　 3-17 人體支架（過第三個空白後落下）⑥
- 第16回大會 （97）　 1-04 跳躍懸吊 （跳出去抓住網子時腳碰到水，因彈簧床踩的太前面）
- 第17回大會 （98）　 3-17 人體支架（第一個空白間落下）⑦
- 第18回大會 （61）　 1-07 飛越大峽谷（抓到網子準備到對岸時落水）
- 第19回大會 （81）　 1-04 蜘蛛跳躍（首度連續2回大會在第一舞台出局）
- 第20回大會 （1981） 1-05 乘風破浪（著陸失敗）
- 第21回大會 （71）　 1-07 飛越大峽谷（遲遲勾不到對岸的網子，最後腳碰到水出局）
- 第22回大會 （31）　 1-05 乘風破浪（著陸後因太過急躁過橋時摔出跑道落水）
- 第23回大會 （93）　 3-16 臂力吊環（左肩脫臼自行落下）⑦
- 第24回大會 （96）　 1-08 泰山之繩（挑戰前時間到）
- 第25回大會 （90）　 2-13 平衡水槽（抓住繩子後又放掉）⑥
- 第26回大會 （94）　 1-03 人肉轉盤（最後地點）
- 第27回大會 （81）　 1-07 鐘擺橋（因過去時太過急躁到對岸時落水）
- 第28回大會 （98）　 1-03 鐘擺橋（失足落水，再次敗於此關卡）
- 第29回大會 （36）　 2-12 逆流水道（時間到）⑩
- 第30回大會 （2992）  2-13 逆流水道（嗆到水而無法繼續前進時間到）⑭
- 第31回大會 （92）　 1-01 滾輪山丘（下坡時直接從最上面跳下失敗）
- 第32回大會 （99）　 1-05 雙重擺盪（沒抓好圓棒而落水）
- 第33回大會 （91）　 1-05 雙重擺盪（未抓到橫桿落水）
- 第34回大會 （92）　 1-05 雙重擺盪（一手勾到橫桿後落水）
- 第35回大會 （74）　 1-04 魚刺橋（重心不穩落下）
- 第36回大會 （81）　 1-03 雙翼滑降（右腳打滑落水）
- 第37回大會 （84）　 1-05 馴龍高手（一手勾到橫桿後落水）
- 第38回大會 （86）　 1-05 馴龍高手（第二根橫桿沒抓好而落水）
- 第39回大會 （92）　 1-04 魚刺橋（重心不穩落下）
- 第40回大會 （3995） 2-14 逆向輸送帶（挑戰時時間到）⑯

## 外部連結
- 山本進悟的X（前Twitter）